# Irmãs Arshakyan

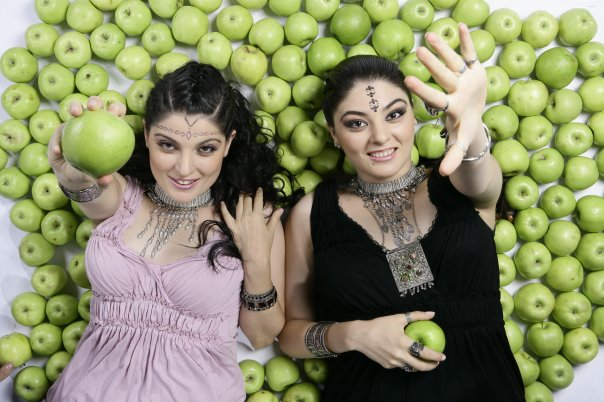

As Irmãs Arshakyan (Inga e Anush), são duas gémeas e cantoras armenianas.

## Festival Eurovisão da Canção
As Irmãs Arshakyan foram escolhidas pela ArmÊnia, no dia 14 de Fevereiro de 2009, para representar o país no Festival Eurovisão da Canção 2009 com uma canção chamada Jan Jan.